# Cryptocarya ovata
Cryptocarya ovata är en lagerväxtart som beskrevs av Teschn.. Cryptocarya ovata ingår i släktet Cryptocarya och familjen lagerväxter. Inga underarter finns listade i Catalogue of Life.